# Быть или не быть

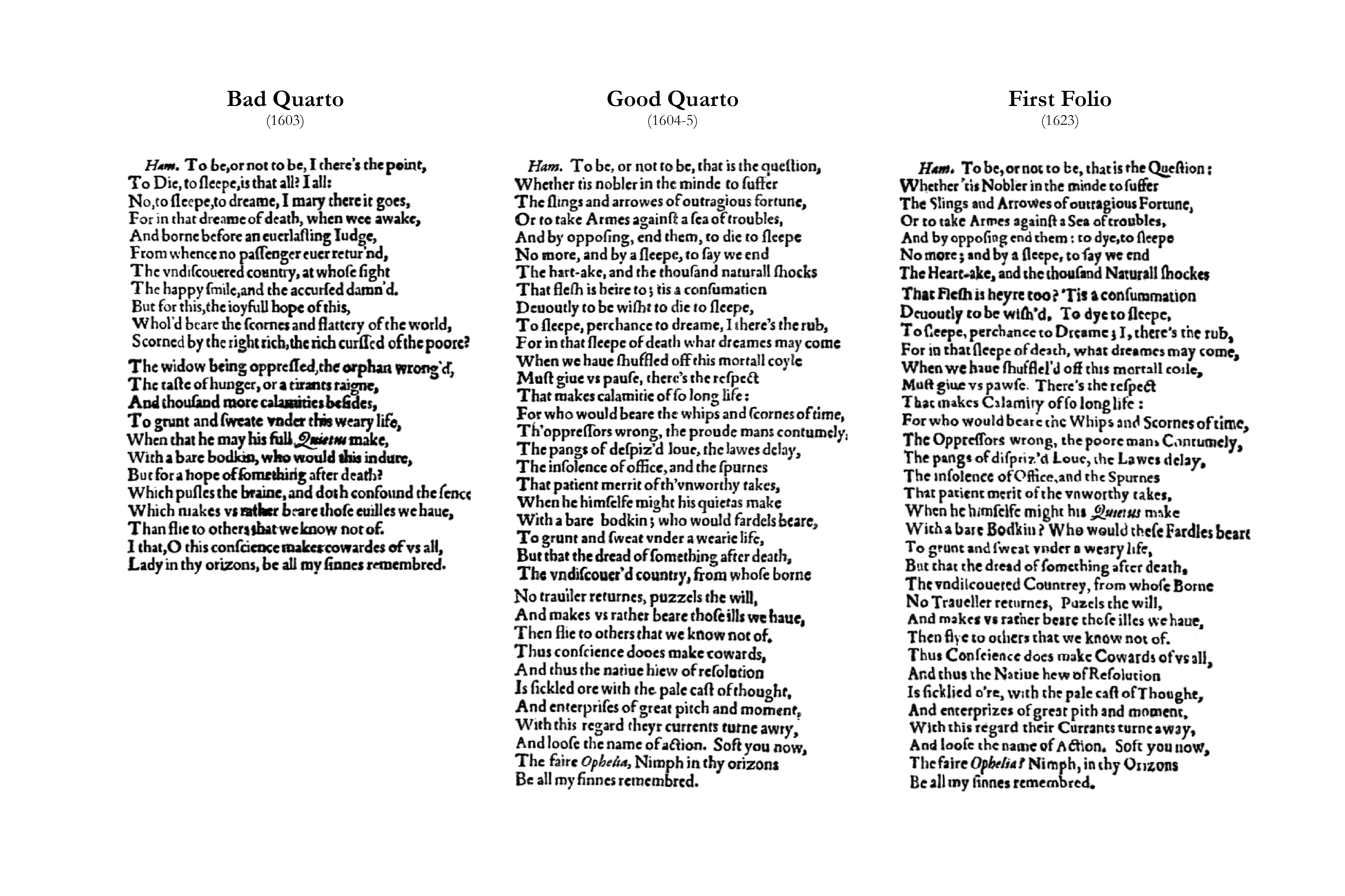
Сравнение монолога «Быть или не быть» в первых трех изданиях «Гамлета», показывающее варьирующее качество текста в «плохом кварто», «хорошем кварто» и «Первом фолио»

«To be, or not to be» («Быть или не быть, вот в чём вопрос…») — название известного монолога (более точно — солилоквия) акта III сцены I пьесы «Гамлет» Уильяма Шекспира (написанной примерно в 1600 году).
В популярной визуализации произнесение полилога сопровождается фигурой Гамлета, Принца Датского, задумчиво держащего череп Йорика (Yorick, «Бедный Йорик, я знал его, Горацио…»), хотя это происходит совсем в другой части пьесы.

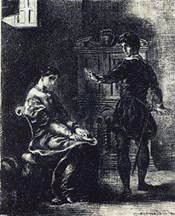
Делакруа, «Гамлет и Офелия», Акт III Сцена I

Гамлет не один на сцене в момент произнесения своего монолога (это типично для полилога): также на сцене Офелия, Полоний и Король Клавдий (разные постановщики лишь по-разному разворачивают Гамлета — либо он смотрит на Офелию, либо на Короля и на Полония).

## Текст
To be, or not to be, that is the question:

Whether 'tis nobler in the mind to suffer

The Slings and Arrows of outrageous Fortune

Or to take arms against a sea of troubles,

And by opposing, end them. To die, to sleep;

No more; and by a sleep to say we end

The heart-ache and the thousand natural shocks

That flesh is heir to — 'tis a consummation

Devoutly to be wish'd. To die, to sleep;

To sleep, perchance to dream. Ay, there's the rub,

For in that sleep of death what dreams may come,

When we have shuffled off this mortal coil,

Must give us pause. There's the respect

That makes calamity of so long life,

For who would bear the whips and scorns of time,

Th'oppressor's wrong, the proud man's contumely,

The pangs of dispriz'd love, the law's delay,

The insolence of office, and the spurns

That patient merit of th'unworthy takes,

When he himself might his quietus make

With a bare bodkin? who would fardels bear,

To grunt and sweat under a weary life,

But that the dread of something after death,

The undiscovered country from whose bourn

No traveller returns, puzzles the will,

And makes us rather bear those ills we have

Than fly to others that we know not of?

Thus conscience does make cowards of us all,

And thus the native hue of resolution

Is sicklied o'er with the pale cast of thought,

And enterprises of great pitch and moment

With this regard their currents turn away,

And lose the name of action.

### Другая версия
В первом кварто Шекспира монолог приводится в следующей форме:

To be, or not to be, I there's the point,

To Die, to sleepe, is that all?  I all:

No, to sleepe, to dreame, I mary there it goes,

For in that dreame of death, when wee awake,

And borne before an euerlasting Iudge,

From whence no passenger euer retur'nd,

The vndiscouered country, at whose sight

The happy smile, and the accursed damn'd.

But for this, the ioyfull hope of this,

Whol'd beare the scornes and flattery of the world,

Scorned by the right rich, the rich curssed of the poore?

The widow being oppressed, the orphan wrong'd,

The taste of hunger, or a tirants raigne,

And thousand more calamities besides,

To grunt and sweate vnder this weary life,

When that he may his full Quietus make,

With a bare bodkin, who would this indure,

But for a hope something after death?

Which pusles the braine, and doth confound the sence,

Which makes vs rather beare those euilles we haue,

Than flie to others that we know not of.

I that, O this conscience makes cowardes of vs all,

Lady in thy orizons, be all my sinnes remembred.

## История создания
- Часто считается, что написание этого монолога, точнее — солилога (от англ. soliloquy — внутренний монолог, разговор с самим собой) Шекспира вдохновил его предшественник — драматург Кристофер Марлоу. Шекспир частично перефразировал линию из пьесы последнего «Эдуард II» (Farewell, … and, as a traveller, / Goes to discover countries yet unknown., ср. с монологом в переводе М. Лозинского — «Безвестный край, откуда нет возврата»)

## Интерпретации
- Немецкий философ Артур Шопенгауэр так отзывался об этом монологе: «Наше состояние столь горестно, что ему, несомненно, следует предпочесть полное небытие. Если бы самоубийство действительно сулило нам его и перед нами в полном смысле слова стояла бы альтернатива „быть или не быть“, то его следовало бы, безусловно, предпочесть как в высшей степени желательное завершение» (73. С. 424). «Но люди, — пишет Шопенгауэр, — имеют обыкновение не связывать смерть с абсолютным уничтожением; не было ещё ни одного человека, кто бы не желал дожить до завтрашнего дня». (426)[3]
- Независимо от того, акцентируется ли интерпретация монолога на «жизнь-смерть» или «действие-бездействие», темы, поднятые в солилоге (и в целом во всей пьесе Шекспира), часто используются для сравнения Принца Датского с экзистенциалистами XX века.

## Влияние на культуру
- Фраза часто обыгрывается в различных шуточных вариантах. К примеру: two beer or not two beer («два пива или не по два пива»), to beer or not to beer («пить пиво или не пить»). Также популярен вариант to beer or not to be («пить пиво или не быть»). Здесь обыгрывается похмельный синдром. В 16 серии 31 сезона мультсериала «Симпсоны» Даффмен произносит «To pee or not to pee. There is no question».

В шуточном стихотворении Спайка Миллигана обыгрывается маркировка карандашей 2B («очень мягкий»): «Said Hamlet to Ophelia: I’ll draw a sketch of thee; What kind of pencil shall I use — 2B or not 2B?»
В русском варианте можно встретить «бить или не бить» и «пить или не пить». Эта последняя фраза (наряду с «быть или не быть»), например, имеется в «Песенке пьяницы» (исп. Анатолий Днепров): «Вы можете спросить меня „Когда ты бросишь пить?“ Но я ж не Гамлет, чтоб решать — мне пить или не пить. Не пьяница ведь я, а сердце мается. Да что там „быть или не быть“, вопрос мой проще — как нам дальше жить?». Формулировка «бить или не бить» встречается, в частности, в одном из монологов Аркадия Райкина.
Одна из категорий вопросов в телевикторине «Своя игра» носит название «Быт или не быт».
Кроме того, существует выражение из алгебры логики, которое произносится по-английски очень похоже на оригинал Шекспира — 2b {\displaystyle \lor } {\displaystyle \lnot }2b=?. Так же распространен вариант «Two be or not to be».
«Быть или не быть?» — название юмористической передачи (1975) ЦТ СССР. В передаче соревновались два вымышленных театра — классический («Театр имени Козьмы Пруткова») и авангардный («Театр „Голубой телёнок“»).

## Русские переводы

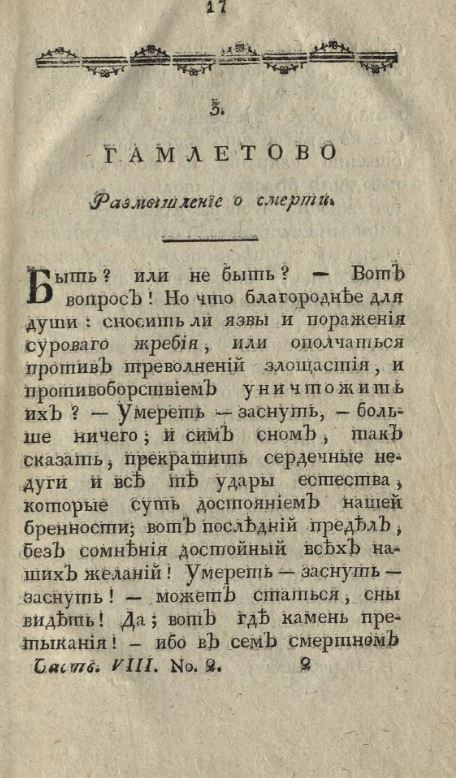
1801 год

С XVIII века выполнено более 50 переводов монолога на русском языке, включая те, которые выполнены в рамках перевода всей пьесы (см. Русские переводы «Гамлета»).